# Stora Älgsjön, Västmanland
Stora Älgsjön är en sjö i Fagersta kommun och Norbergs kommun i Västmanland och ingår i Norrströms huvudavrinningsområde. Sjön är 6,5 meter djup, har en yta på 0,175 kvadratkilometer och befinner sig 148,4 meter över havet.

## Delavrinningsområde
Stora Älgsjön ingår i det delavrinningsområde (665252-149967) som SMHI kallar för Inloppet i Kratten. Medelhöjden är 147 meter över havet och ytan är 38,7 kvadratkilometer. Räknas de 108 avrinningsområdena uppströms in blir den ackumulerade arean 2 242,31 kvadratkilometer. Kolbäcksån som avvattnar avrinningsområdet har biflödesordning 3, vilket innebär att vattnet flödar genom totalt 3 vattendrag innan det når havet efter 208 kilometer. Avrinningsområdet består mestadels av skog (77 procent). Avrinningsområdet har 1,75 kvadratkilometer vattenytor vilket ger det en sjöprocent på 4,5 procent. Bebyggelsen i området täcker en yta av 5,4 kvadratkilometer eller 14 procent av avrinningsområdet.